# Emanuele Crialese
Emanuele Crialese   (Roma, 26 de juny de 1965) és guionista i director.

## Biografia
Va néixer a Roma de pares sicilians. Va estudiar a la Libera Università del Cinema de Roma i després a la Universitat de Nova York, on es va graduar el 1995.
Després d'haver fet diversos curts, va debutar amb un llargmetratge l'any 1997, Once Were Strangers, una coproducció italoamericana, finançada per una productora que s'havia fixat en ell durant el seu període de formació als Estats Units. A la pel·lícula, com en els seus altres treballs posteriors, participa l'actor Vincenzo Amato .
A continuació venen els llargmetratges Respiro i Nuovomondo, ambdós ambientats a Sicília. Pel·lícules que van tenir un èxit de crítica i públic considerable, especialment a l'estranger, concretament a França. Nuovomondo va ser estrenat al Festival Internacional de Cinema de Venècia el setembre de 2006 i va obtenir el Lleó de Plata per a la Revelació.També ser nominada als Premis del Cinema Europeu al millor director i tres nominacions pel David di Donatello. A més, el 2007, va ser la candidata italiana als Oscar a la millor pel·lícula estrangera.
El seu quart llargmetratge, Terraferma, sobre la immigració il·legal d'Àfrica a Itàlia, va ser presentada al Festival de Cinema de Venècia 2011 i va rebre el Lleó de Plata - Gran Premi del jurat. La pel·lícula es va estrenar als cinemes italians el 7 de setembre de 2011 i va ser seleccionada per l'Oscar a la millor pel·lícula estrangera. L'any 2012 va guanyar el premi Mario Monicelli al millor director al Bif&st de Bari.
L'any 2014 va rebre el Premi Nacional de Cultura de la Pau «per haver mostrat, a través de les seves obres, una humanitat en viatge a la recerca d'un lloc de vida digne on poder expressar el desig de pertànyer a la comunitat humana i el propi projecte vital. Mostra una humanitat que afirma amb força el dret a existir i manifesta amb senzillesa i claredat la ciutadania global de cada home, més enllà de les fronteres construïdes artificialment. La dignitat no té carnet d'identitat ni passaport que pugui negar el dret a l'existència de tothom”. Amb motiu del 79è Festival Internacional de Cinema de Venècia, on competia la seva pel·lícula autobiogràfica L'immensità, exposa públicament la seva transició de gènere.

## Filmografia

### Llargmetratges
- Once We Were Strangers (1997)
- Respiro (2002)
- Nuovomondo (2006)
- Terraferma (2011)
- La immensitat (2022)

### Curtmetratges
- Call me (1991)
- Heartless (1994)

### Comercials
- Spot 100 years of BNL BNP Paribas Group (2013)

## Premis i reconeixements
- Festival de Cannes 2002 - Premi Setmana de la Crítica per Respiro
- Ciak d'oro 2007 a la millor pel·lícula per Nuovomondo[6]
- Festival de Cinema de Venècia 2006 - Lleó de Plata - Revelació per Nuovomondo
- Festival de Cinema de Venècia 2006 - Premi Pasinetti per Nuovomondo
- Festival de Cinema de Venècia 2011 - Premi Pasinetti per a Terraferma
- Festival de Cinema de Venècia 2011 - Lleó de Plata - Gran Premi del Jurat per a Terraferma